# Stockholm Open 1986
Lo Stockholm Open 1986 è stato un torneo di tennis giocato sul cemento indoor. 
È stata la 18ª edizione dello Stockholm Open, del Nabisco Gran Prix 1986.
Il torneo si è giocato al Kungliga tennishallen di Stoccolma in Svezia, dal 3 al 9 novembre 1986.

## Campioni

### Singolare
Stefan Edberg ha battuto in finale  Mats Wilander con il punteggio di 6–2, 6–1, 6–1

### Doppio
Sherwood Stewart /  Kim Warwick hanno battuto in finale  Pat Cash /  Slobodan Živojinović,4–6, 6–1, 7–5